# Willem Pantin
Willem Pantin (Tielt, ca. 1510 - Brugge, 2 oktober 1583) was een Zuid-Nederlands arts en filoloog. Hij was een voorstander van verdraagzaamheid.

## Levensloop
Pantin studeerde geneeskunde aan de universiteit van Leuven, met als leermeesters onder meer Charles Gosinus en Jeremias Triverius, die hem aanmoedigden om zelf een academische carrière te ambiëren. Hoewel hij een aantal lezingen gaf over zijn studies gewijd aan de Latijnse arts Aurelius Cornelius Celsius, bleef Pantin niet verder een universitaire loopbaan nastreven.
In 1551 vestigde hij zich in Brugge waar hij benoemd werd tot pensionaris-stadsdokter. Hij bleef er verdere studie wijden aan het werk van Celsius, dat enkele decennia voordien herontdekt was.
Hij publiceerde het werk, met voor de twee eerste delen uitgebreide commentaren in keurig Latijn en voor de volgende zes delen meer beknopte notities. Voor het werk gedrukt werd, liet Pantin het nalezen door zijn Leuvense leraars, evenals door Andreas Vesalius en Cornelis van Baersdorp. Bij de publicatie kreeg hij niets dan lof.
Naast zijn artsenpraktijk bleef Pantin zich interesseren voor literatuur en poëzie. Hij vond in Brugge een groot aantal gelijkgezinde intellectuelen, zoals Janus Lernutius, Adolf van Meetkerke, Franciscus Nansius, Giselin, Franciscus Modius en Hubertus Goltzius. Aan deze laatste droeg hij verschillende Latijnse verzen op, die Goltzius als inleiding in door hem gepubliceerde werken publiceerde.
In 1570 werd Willem lid van de Edele Confrérie van het Heilig Bloed. In 1573 werd hij er proost. In humanistenkringen stond Pantyn bekend als een voorstander van verdraagzaamheid tussen de geloofsovertuigingen.
In 1577 organiseerde de Brugse intelligentsia een groots feest ter ere van Justus Lipsius, die Leuven moest verlaten en op weg naar Leiden, een bezoek aan Brugge bracht.
Valerius Andreas schreef dat toen Brugge door de calvinistische troepen werd ingenomen, Pantin ze ongewapend tegemoet trad, met twee boeken in de hand, waarmee hij het vredig samenleven van beide godsdiensten aanmoedigen.
Pantin bleef vrijgezel en overleed tegen het einde van de calvinistische republiek. Hij werd in de oude Sint-Walburgakerk begraven.

## Publicatie
- Aurelii Cornelii Celsi, de Arte Medica, libri octo (...), Bazel, J. Herbst, 1552.